# Little Professor

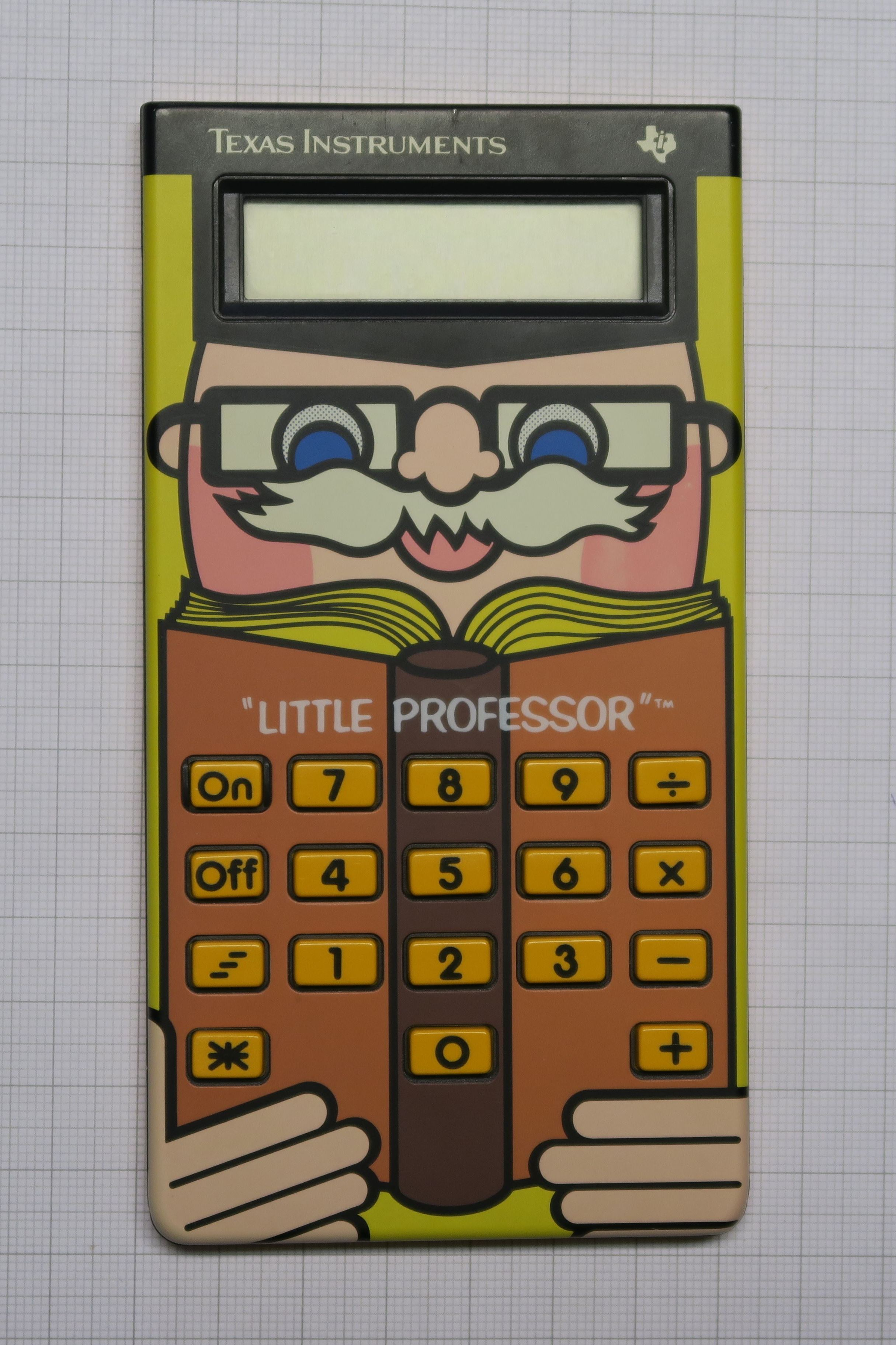
Little Professor

Der Little Professor ist eine elektronische Lernhilfe für Grundschüler.

## Aufbau und Gebrauch
Display und Zifferntastatur ähneln einem Taschenrechner, er gibt jedoch Rechenaufgaben vor, für die die Lösung einzutippen ist. Zwischen Display und Tastatur zeigt eine Illustration das Gesicht eines Mannes mit weißem Schnurrbart und Brille, an der Tastatur ein aufgeschlagenes Buch, das am Rand von zwei Händen gehalten wird. Technisch ähnelte er dem Texas Instruments TI-1200.
Der Nutzer kann zwischen einer der vier Grundrechenarten und je nach Geräteversion zwischen drei bis fünf Schwierigkeitsstufen wählen. Das Gerät zeigt von sich aus eine Gleichung an (z. B. 7 + 12 = ) und der Nutzer tippt eine Lösung ein. Ist die Lösung richtig, wippt im Display der Bart des Professors und das Gerät gibt die nächste Gleichung an. Ist die Lösung falsch, wird „EEE“ angezeigt und der Nutzer hat zwei weitere Versuche, die Lösung einzugeben. Ist die Eingabe dreimal hintereinander falsch, zeigt das Gerät die richtige Lösung an. Nach jeweils zehn Aufgaben zeigt das Gerät die Anzahl der beim ersten Versuch richtigen Lösungen an.

## Geschichte
Die Firma Texas Instruments experimentierte in den 1970ern mit Lerncomputern für die Schule. Eine erste Version, ein Taschenrechner mit Anleitungen und Aufgaben für den Lehrbetrieb für Studenten und Lehrer floppte. Stattdessen änderte man die Ausrichtung hin zur Verbrauchselektronik und brachte Little Professor 1976 auf den Markt, der sich an Privatanwender und Kinder von fünf bis neun Jahren richtete. Der Verkaufspreis betrug damals knapp 20 US-Dollar.
Bis 1977 verkaufte sich das Produkt bereits über eine Million Mal und wurde in den 1980er Jahren zu einem weltweiten Erfolg. Auch im 21. Jahrhundert verkauft sich der Little Professor in kaum veränderter Form noch sehr gut. Wesentliche Änderung ist seit den 1990er Jahren der ausschließliche Betrieb mit eingebauten Solarzellen, während die frühen Modelle des Little Professor noch mit Batterien betrieben wurden. Ebenfalls wurde das LED-Display später durch ein LC-Display ersetzt. Zur Erstausstattung gehörte auch ein Arbeitsheft mit verschiedenen Spielen.
Der Rechentrainer ist auch heute noch erhältlich Auch als App für Smartphones ist der Little Professor verfügbar.
Angespornt von dem großen Erfolg des Little Professors begann Texas Instruments weitere Lernspiele zu entwickeln, darunter den ebenfalls sehr bekannten Speak and Spell, eine Buchstabiermaschine mit Aufgaben für den Lese- und Schreibunterricht. Auch weitere Hersteller wie Coleco drängten mit ähnlichen Ideen auf den Markt.